# 石油埠頭駅
石油埠頭駅（せきゆふとうえき）は、北海道苫小牧市真砂町にあった、苫小牧港開発が運営していた貨物線の貨物駅。新苫小牧駅から10.200km。

## 駅概要

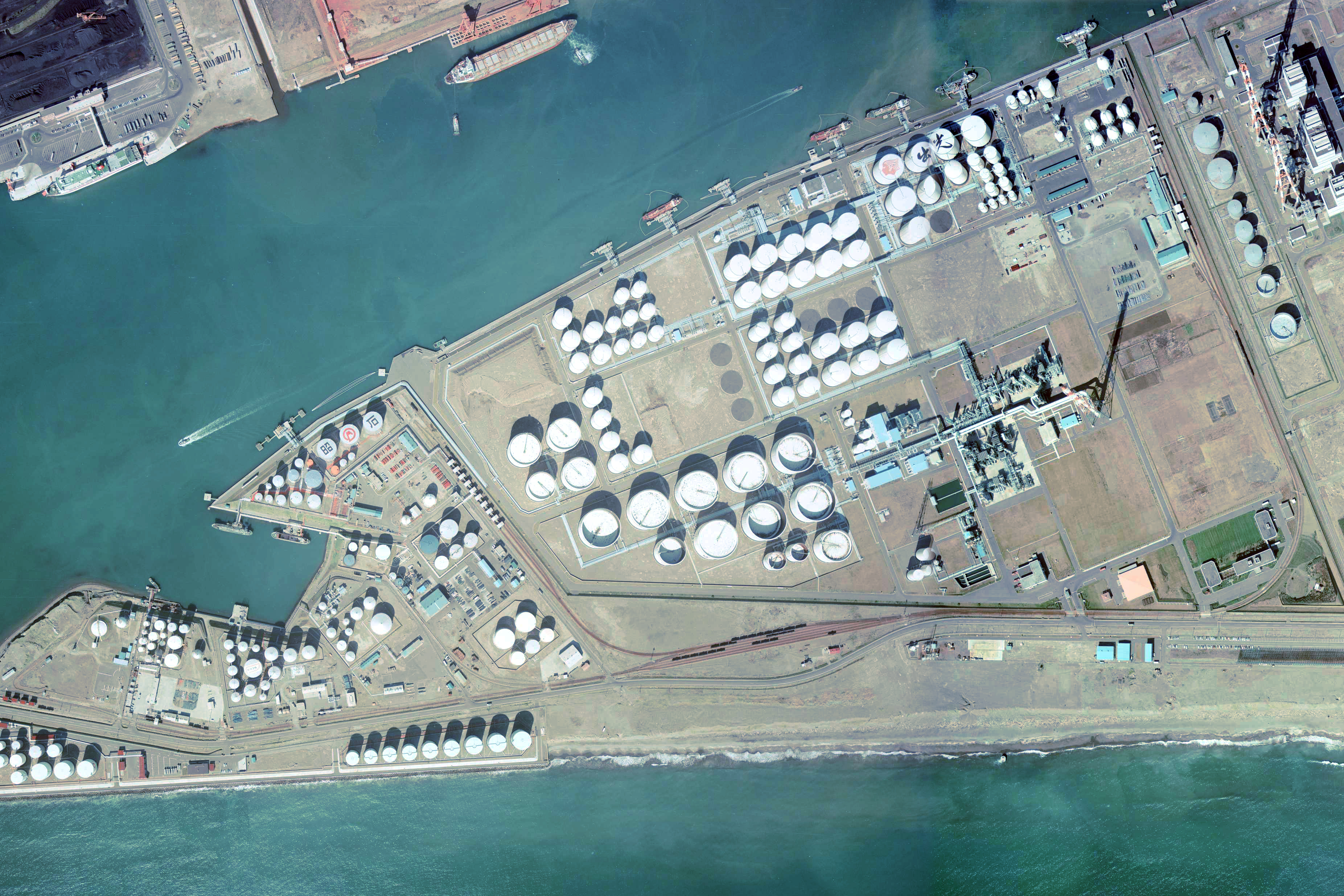
1975年の石油埠頭駅と周囲約2km×1.3km範囲。左上にフェリーターミナル。中央下側の貨物駅が当駅で、右が新苫小牧駅方面。左の港湾が5000tクラスの4つのドルフィンを持つ石油配分基地で、周囲を多くの石油会社の受入設備が取り巻いており、それぞれに側線が伸びている。また、中央上から右へかけて出光興産の広大な敷地が広がり、分岐線が右隅に見える北海道電力苫小牧火力発電所との敷地界に沿って伸びている。

苫小牧港苫小牧埠頭にできた石油タンクへ海上輸送された石油製品を鉄道輸送するために開設された駅。
地上駅で、6本の構内側線を有していた。そこから東へ向かって出光興産苫小牧製油所への専用線が、西へ向かって石油幹線が伸び、この幹線からさらに日本石油、昭和石油、共同石油、大協石油の苫小牧油槽所への専用線が分岐していた。
晩年はジャパンエナジー（旧・共同石油）のみ鉄道輸送を継続し、札幌貨物ターミナル駅および北旭川駅構内にある日本オイルターミナルの油槽所へ石油製品を発送していた。なお、当駅は苫小牧港開発株式会社線で最後まで貨車発着のあった駅だった。
廃止後しばらくは空き地となっていたが、現在は日本CCS調査株式会社苫小牧事務所となっている。

## 歴史
- 1968年（昭和43年）12月3日 開業。石油配分基地への石油幹線1.3kmおよび各専用支線運用開始。
- 1969年（昭和44年）8月26日 出光興産専用支線1.8km運用開始。
- 1974年（昭和49年）12月14日 苫小牧埠頭専用支線運用開始（大協石油）。
- 1998年（平成10年）4月1日 休止。
- 2001年（平成13年）3月31日 廃止。

## 1985年時の常備貨車
- 共同石油所有
  - タキ35000形（ガソリン専用）4両
- 昭和シェル石油所有
  - タキ3000形（ガソリン専用）4両
- 日本石油輸送所有
  - タキ2100形（石油類（ガソリン除く）専用）6両
  - タキ20000形（石油類（ガソリン除く）専用）8両
  - タキ9750形（ガソリン専用）4両
  - タキ9900形（ガソリン専用）5両
  - タキ3000（ガソリン専用）4両
  - タキ35000形（ガソリン専用）7両
- 丸善石油所有
  - タキ2100形（石油類（ガソリン除く）専用）1両

「昭和60年版私有貨車番号表」『トワイライトゾーンMANUAL13』ネコ・パブリッシング、2004年

## 現在の駅周辺
- 出光興産北海道製油所
- 東西オイルターミナル（JXTGエネルギーとコスモ石油の合弁）苫小牧油槽所
- ジャパンオイルネットワーク（昭和シェル石油グループ）苫小牧油槽所

## 隣の駅
苫小牧港開発
苫小牧港開発株式会社線
港南駅 - 石油埠頭駅